# Fran Drescher
Francine "Fran" Joy Drescher (Kew Gardens Hills, Queens, New York, 1957. szeptember 30. –) amerikai színésznő, rendező, író, forgatókönyvíró, producer.

## Élete és pályafutása
Drescher Kew Gardens Hills-ben (New York) született. Anyja, Sylvia, menyasszonyi tanácsadó, apja, Morty Drescher, haditengerészeti rendszer-analitikus. A családja délkelet- és közép-európai zsidó származású. Anyai dédanyja, Yetta Focşaniban (Foksány a mai Románia területén született, majd kivándorolt az Egyesült Államokba, míg az apja családja Lengyelországból származik. Van egy nővére, Nadine.
A Hillcrest gimnáziumban végezte középiskolai tanulmányait. 15 évesen (1972) találkozott későbbi férjével, Peter Marc Jacobsonnal, akihez 1978-ban ment feleségül. Rengeteg filmben szerepelt, de a legnagyobb sikert A dadus című sorozat hozta meg, amely 1993–1999 között futott az amerikai csatornákon, és máig nagyon népszerű.
2000. június 21-én méhnyakrákot diagnosztizáltak nála, a méhét teljesen el kellett távolítani. Ez ihlette a „Cancer Schmancer” című könyvét. 2007. június 21-én, betegsége diagnosztizálásának 7. évfordulóján létrehozta a Cancer Schmancer Movement nevű nonprofit szervezetet, amely a rákos nőket támogatja.
1996-ban férjétől különvált, majd később bevallotta, hogy volt férje, Peter Marc Jacobson homoszexuális. Drescher egyébként férjének köszönhetően lett ismert: együtt készítették el A dadust. Kapcsolatuk válásuk után sem romlott meg.

## Filmográfia

### Film
| Év   | Magyar cím                                          | Eredeti cím                             | Szerep                 | Magyar hang            |
| ---- | --------------------------------------------------- | --------------------------------------- | ---------------------- | ---------------------- |
| 1977 | Szombat esti láz                                    | Saturday Night Fever                    | Connie                 | Kiss Erika             |
| 1978 |                                                     | American Hot Wax                        | Sheryl                 |                        |
| 1980 | Hollywood lovagjai                                  | The Hollywood Knights                   | Sally                  |                        |
| 1980 |                                                     | Gorp                                    | Evie                   |                        |
| 1981 | Ragtime                                             | Ragtime                                 | Mameh                  |                        |
| 1983 | Doktor Detroit                                      | Doctor Detroit                          | Karen Blittstein       | Mics Ildikó            |
| 1984 | A turné                                             | This Is Spinal Tap                      | Bobbi Flekman          |                        |
| 1984 |                                                     | The Rosebud Beach Hotel                 | Linda                  |                        |
| 1989 | Az őrület hullámhosszán                             | UHF                                     | Pamela Finklestein     |                        |
| 1989 | A nagy film                                         | The Big Picture                         | Polo Habel             |                        |
| 1990 |                                                     | Wedding Band                            | Veronica               |                        |
| 1990 | Cadillac Man                                        | Cadillac Man                            | Joy Munchack           | Vándor Éva             |
| 1990 | Cadillac Man                                        | Cadillac Man                            | Joy Munchack           | Németh Borbála         |
| 1991 | A nagypénz beszél (Komoly lóvé)                     | We're Talking Serious Money             | Valerie                | Prókai Annamária       |
| 1994 | 54-es, jelentkezz!                                  | Car 54, Where Are You?                  | Velma Valour           | Bede-Fazekas Annamária |
| 1996 | Jack                                                | Jack                                    | Dolores "D.D." Durante | Prókai Annamária       |
| 1997 | A szépész és a szörnyeteg                           | The Beautician and the Beast            | Joy Miller             | Andresz Kati           |
| 2000 | El a kezekkel a feleségemtől                        | Picking Up the Pieces                   | Frida nővér            |                        |
| 2000 |                                                     | Kid Quick (rövidfilm)                   | Kerry                  |                        |
| 2005 | Mennyből az ördög                                   | Santa's Slay                            | Virginia Mason         |                        |
| 2006 | Cápa csali                                          | Shark Bait                              | Pearl (hangja)         | Rátonyi Hajni          |
| 2011 |                                                     | Mindwash: The Jake Sessions (rövidfilm) | Madame LaRue (hangja)  |                        |
| 2012 | Hotel Transylvania – Ahol a szörnyek lazulnak       | Hotel Transylvania                      | Eunice (hangja)        | Szirtes Ági            |
| 2013 |                                                     | Skum Rocks!                             | önmaga                 |                        |
| 2013 | Brave Miss World (dokumentumfilm)                   |                                         | önmaga                 |                        |
| 2015 | Hotel Transylvania 2. – Ahol még mindig szörnyen jó | Hotel Transylvania 2                    | Eunice (hangja)        | Szirtes Ági            |
| 2018 |                                                     | The Creatress                           | Carrie Robards         |                        |
| 2018 | Hotel Transylvania 3. – Szörnyen rémes vakáció      | Hotel Transylvania 3: Summer Vacation   | Eunice (hangja)        |                        |
| 2019 |                                                     | After Class                             | Diane                  |                        |
| 2022 | Hotel Transylvania – Transzformánia                 | Hotel Transylvania: Transformania       | Eunice (hangja)        |                        |

### Televízió
| Év        | Magyar cím                                      | Eredeti cím                           | Szerep                     | Megjegyzések                               |
| --------- | ----------------------------------------------- | ------------------------------------- | -------------------------- | ------------------------------------------ |
| 1978      | Saturday Night Live                             | Saturday Night Live                   | koncertlátogató            | 1 epizód                                   |
| 1982      |                                                 | Fame                                  | Rhonda                     | 1 epizód                                   |
| 1983      |                                                 | 9 to 5                                | Tapioca                    | 1 epizód                                   |
| 1985      |                                                 | Silver Spoons                         | Annie                      | 1 epizód                                   |
| 1985      |                                                 | 227                                   | Mrs. Baker                 | 1 epizód                                   |
| 1985–1986 | Ki a főnök?                                     | Who's the Boss?                       | Carol Patrice              | 2 epizód                                   |
| 1986      |                                                 | Night Court                           | Miriam Brody               | 1 epizód                                   |
| 1986      |                                                 | Charmed Lives                         | Joyce Columbus             | 4 epizód                                   |
| 1987      |                                                 | Rosie                                 | Vicki Low                  | 1 epizód                                   |
| 1990      | Alf                                             | ALF                                   | Roxanne                    | 1 epizód                                   |
| 1990      |                                                 | WIOU                                  | Jo Finc                    | 1 epizód                                   |
| 1991      |                                                 | Princesses                            | Melissa Kirshner           | 8 epizód                                   |
| 1991      |                                                 | Dream On                              | Kathleen                   | 1 epizód                                   |
| 1992      |                                                 | Civil Wars                            | Norma Baker                | 1 epizód                                   |
| 1993      | Figyelmeztetés nélkül: Rémület a toronyházakban | Without Warning: Terror in the Towers | Rosemarie Russo            | - tévéfilm - magyar hangja: - Kocsis Judit |
| 1993–1999 | A dadus                                         | The Nanny                             | Fran Fine-Sheffield        | főszereplő                                 |
| 1995      |                                                 | Space Ghost Coast to Coast            | önmaga                     | 1 epizód                                   |
| 2003      |                                                 | Good Morning, Miami                   | Roberta Diaz               | 3 epizód                                   |
| 2003      |                                                 | Beautiful Girl                        | Amanda Wasserman           | tévéfilm                                   |
| 2004      |                                                 | Strong Medicine                       | Irene Slater               | 1 epizód                                   |
| 2005–2007 |                                                 | Living with Fran                      | Fran Reeves                | főszereplő                                 |
| 2006      | A Simpson család                                | The Simpsons                          | női Golem (hangja)         | 1 epizód                                   |
| 2006      | Esküdt ellenségek: Bűnös szándék                | Law & Order: Criminal Intent          | Elaine Dockerty            | 1 epizód                                   |
| 2008      |                                                 | Live from Lincoln Center              | Morgan Le Fay              | 1 epizód                                   |
| 2008      | Törtetők                                        | Entourage                             | Mrs. Levine                | 1 epizód                                   |
| 2010      |                                                 | Glenn Martin, DDS                     | Arlene Stein               | 1 epizód                                   |
| 2010      |                                                 | The Fran Drescher Show                | házigazda                  | 15 epizód                                  |
| 2011–2013 | Míg az élet el nem választ                      | Happily Divorced                      | Fran Lovett                | főszereplő                                 |
| 2015      | Gordon Ramsay – A pokol konyhája                | Hell's Kitchen                        | önmaga                     | 1 epizód                                   |
| 2017      |                                                 | Broad City                            | Beverly Baumgarten         | 1 epizód                                   |
| 2018      | Magányos páros                                  | Alone Together                        | Mary                       | 1 epizód                                   |
| 2019      |                                                 | Welcome to the Wayne                  | Barbara Wasserman (hangja) | 1 epizód                                   |
| 2020      |                                                 | Indebted                              | Debbie                     | főszereplő                                 |
| 2020      |                                                 | The Christmas Setup                   | Kate                       | tévéfilm                                   |
| 2022      |                                                 | Mr. Mayor                             | Angelica Masters           | 1 epizód                                   |

## Magyarul megjelent művei
- Vissza az életbe!; ford. Scipiades Ármin Taliesin; Bestline, Bp., 2003